# Cátia Oliveira
Cátia Cristina da Silva Oliveira (Cerqueira César, 12 de junho de 1991) é uma mesa-tenista brasileira e ex-jogadora de futebol.
Após sofrer um acidente de carro e perder o movimento das pernas em 2007, ela precisou trocar de modalidade sem perder seu amor pelo esporte e pelas competições. Começou a jogar tênis de mesa em 2013 e conseguiu um lugar na Seleção Brasileira para participar dos Jogos Parapan-Americanos de 2015.

## Competições e conquistas
Ela ganhou a medalha de ouro nos Jogos Parapan-Americanos de 2015 e foi convocada para os Jogos Olímpicos de Verão de 2016 no Rio de Janeiro, Brasil.
Em outubro de 2018, Cátia fez história sendo a primeira jogadora brasileira a chegar a uma final do Campeonato Mundial de Tênis de Mesa Paralímpico na Eslovênia onde conquistou a medalha de prata.
Nos Jogos Paralímpicos de Verão de 2020, ocorridos em Tóquio em agosto e setembro de 2021, disputou na modalidade individual. Derrotou a finlandesa Aino Tapola por 3 sets a 1. Perdeu a semi-final em disputa com a coreana Seo Su Yeon, que venceu por 3 sets a 1. Assim, Cátia conquistou a medalha de bronze, já que nesta competição não há disputa de terceiro lugar. A coreana ficou com a medalha de prata após ser derrotada por Liu Jing, da China.

### 2022-2023
Em novembro de 2022, participou do Mundial da Espanha. Na modalidade individual, perdeu a semi-final para a italiana Giada Rossi, por 3 sets a 2, e conquistou a medalha de bronze. Na modalidade de duplas feminina, classe WD5, disputou junto com Marliane Santos e conquistaram o bronze.
Em março e abril de 2023, participou da competição TMB Platinum – Ciclo I de tênis de mesa, ocorrida em São Paulo, e conquistou a medalha de ouro. Meses depois, em agosto de 2023, foi disputar na Tailândia, onde fez dupla novamente com Marliane, e juntas conquistaram a medalha de ouro.